# Euphorbia capuronii
Euphorbia capuronii ist eine Pflanzenart aus der Gattung Wolfsmilch (Euphorbia) in der Familie der Wolfsmilchgewächse (Euphorbiaceae).

## Beschreibung
Die sukkulente Euphorbia capuronii bildet stark verzweigte Sträucher bis 1 Meter Höhe aus. Die lanzettlichen Blätter stehen in Büscheln am Ende der kurzen Seitentriebe und werden bis 50 Millimeter lang und 8 Millimeter breit. An den kurzen Seitentrieben stehen sehr dicht angeordnet Nebenblattdornen. Diese werden bis 2 Zentimeter lang und unterhalb von ihnen befindet sich jeweils ein weiterer, kürzerer Dorn.
Der Blütenstand besteht aus sehr eng beieinander stehenden Cymen, die 3- bis 5-fach gegabelt sind. Sie stehen an bis zu 3,2 Zentimeter langen Blütenstandstielen. Die aufrechten und mit ausgebreiteten Spitzen versehenen Cyathophyllen werden 6 Millimeter breit und 5 Millimeter lang. Sie sind mit Flaumhaaren besetzt, grün gefärbt und umhüllen die kleinen Cyathien. Die Nektardrüsen sind gelb gefärbt. Der stumpf gelappte Fruchtknoten ist mit Flaumhaaren versehen.

## Verbreitung und Systematik
Euphorbia capuronii ist im Süd-Westen von Madagaskar, in der Region von Mahafaly verbreitet. Die Art steht auf der Roten Liste der IUCN und gilt als vom Aussterben bedroht (Critically Endangered).
Die Erstbeschreibung der Art erfolgte 1955 durch Eugène Ursch und Jacques Désiré Leandri.